# Anodonthyla boulengerii
Anodonthyla boulengerii е вид жаба от семейство Microhylidae. Видът е незастрашен от изчезване.

## Разпространение
Разпространен е в Мадагаскар.